# Lou Albert-Lasard
Lou Albert-Lasard   (Metz, 10 de novembre de 1885 - París, 21 de juliol de 1969) va ser una artista alemanya.

## Biografia
Nascuda en el si de la burgesia jueva alemanya, Louise Lasard, o Lazard, neix el 10 de novembre de 1885, a Metz, una ciutat d'Alsàcia-Lorena. L' any 1904, com Louyot, Pellon i molts altres artistes d'aquesta generació, marxa a Múnic per cursar estudis artístics. Vivint a la capital bavaresa amb la seva germana gran Ilse Heller-Lazard, que segueix la mateixa via, Lou coneixerà molts pintors, entre ells Franz Marc i Vassily Kandinsky.
L'any 1909, es casa amb Eugène Albert (1856–1929) i pren el nom del seu espòs Albert-Lasard. D'aquesta unió, neix una filla, Ingo de Croux-Albert (1911–1997). Després d'una estada a París, on coneix Fernand Léger, Lou ha d'abandonar França la vigília de la Gran Guerra. De tornada a Alemanya, aviat coneix el poeta Rainer Maria Rilke, amb el qual tindrà una relació rica i apassionada entre el 1914 i el 1916. Viuran junts, primer a Rodaun, prop de Viena, a després a Múnic.
Al llarg de la seva vida, Lou es mou en un entorn artístic fecund pel que circularan artistes com Romain Rolland, Stefan Zweig, Paul Klee o Oskar Kokoschka. Després d'una estada de dos anys a Suïssa on exposa, Lou Albert-Lasard s'uneix a l'associació d'artistes expressionnistes del Novembergruppe a Berlín. La seva obra en aquella època està formada essencialment per dibuixos, en què retrata alguns dels seus amics.
L'any 1928, es va instal·lar amb la seva filla a París, on va formar part de la comunitat d'artistes de Montparnasse. Va mantenir una bona amistat amb Henri Matisse, Alberto Giacometti i Robert Delaunay.
Albert-Lasard marxa sovint de viatge amb la seva filla recorrent Àfrica del Nord, l'Índia, el Tibet i altres països. Els dibuixos i aquarel·les que il·lustren aquests viatges van ser exposats el 1939.
El maig de 1940, com la seva compatriota Adrienne Thomas, Lou Albert-Lasard i la seva filla són ingressades al camp de Gurs on romandran sis mesos, en tant que ciutadanes d'un país enemic. Durant aquest període, Lou va realitzar nombrosos dibuixos en què representa la seva arribada a Gurs, escenes de la vida quotidiana del campament i retrats. Després de sortir del camp, Albert-Lasard torna a París i aconsegueix escapar de les batudes alemanyes i franceses. Durant la dècada dels 50, passa la major part del temps viatjant amb la seva filla en una caravana. Va recollir les seves impressions d'aquests viatges en nombroses aquarel·les i litografies.
Va morir el 21 de juliol de 1969 a París.

## Publicacions
- Die Mappe, Ed. Goldbeck-Löwe, Berlin, 2010.
- Wege mit Rilke, Fischer-Taschenbuch-Verlag, Frankfurt am Main, 1985.
- Une Image de Rilke, Mercure de France, Paris, 1953.
- Wege mit Rilke, S. Fischer, Frankfurt am Main, 1952.

## Obra en col·leccions públiques
- 2 000 obres (dibuixos, pintures, gravats) van ser objecte d'una donació a la ciutat d'Estrasburg i es conserven al Museu d'Art Modern i Contemporani d'aquesta ciutat
- Berlinische Galerie, fotografia i arquitectura, Berlín
- Diverses obres realitzades durant el període del camp de Gurs formen part actualment de la col·lecció d'objectes d'art al Ghetto Fighters' House (Museu dels combatents dels guetos) al kibbutz Lochamej haGeta’ot a Israel.
- Museu Sainte-Croix, Poitiers

## Exposicions
Individuals
- 1925 Galeria Flechtheim, Berlin (amb Emil van Hauth)[2]
- 1983, « Lou Albert-Lasard 1885-1969 », Berlinische Galerie, Berlin
- 1998, Galeria Lux, Berlin
- 2001, Galeria Lux, Berlin
- Zeit-Galerie a la llibreria de segona mà Brendel, Berlin
- 2002, « Arbeiten auf Papier », Das verborgene Museum, Berlin
- 2014, « Expositió Lou Albert-Lasard », Château de Courcelles, Montigny-lès-Metz[3]

Col·lectives
- 1990, « Berliner Kunststücke », Museum der bildenden Künste, Leipzig
- 2002, « Malerinnen - Kunst von Frauen um 1900 », Galerie am Gendarmenmarkt, Berlin